# Penrhyn

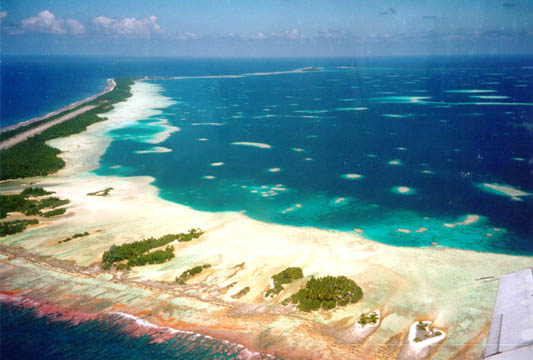
Vista parcial de l'atol i de la pista d'aterratge.

Penrhyn (en maori Mangorongaro) és un atol, el més remot de les illes Cook. Està situat en el grup septentrional, a 1.365 km al nord de Rarotonga.

## Geografia
L'atol té una llacuna de més de 280 km², una de les més grans del Pacífic sud. Les terres emergides tenen una superfície total de 9,8 km². Disposa de tres passos navegables a través de l'escull. El més utilitzat, de pas entre Panamà i Nova Zelanda, és el pas de Taruia, prop de la vila d'Omoka. Es troba exactament a 9° 0′ S, 158° 0′ O / 9.000°S,158.000°O i per això era utilitzat freqüentment pels navegants per calibrar els seus instruments. A l'altre costat de la llacuna es troba l'altra vila, anomenada Te Tauta.
La principal activitat econòmica és el cultiu de perles negres. Són molt apreciats els tradicionals barrets artesans de fulles de pandanàcies.
La població total era de 357 habitants al cens del 2001.

## Història
L'atol va ser descobert, el 8 d'agost de 1788, pel capità anglès William Cropton Lever (o Sever) del vaixell Lady Penrhyn de tornada del primer viatge de deportació de convictes a Austràlia. El nom original maori és Tongareva, que significa 'allunyada des del sud'. Els missioners van introduir el nom de Te Pitaka (el cercle). Un altre nom tradicional és Rapukatea. El nom actual maori, Mangorongaro, prové d'una de les divisions de l'illot major. També s'ha conegut com a Bennett Island.
A partir del 1854 va ser evangelitzada per pastors de Rarotonga. Deu anys més tard van arribar els negrers peruans i s'estima que van deportar al Perú uns 1.000 habitants ajudats pels missioners que necessitaven diners per construir esglésies. Anomenaren l'illa com dels Cuatro Evangelistas.
Durant la Segona Guerra Mundial es va construir un aeroport que avui encara està en servei amb vols setmanals a Rarotonga.